# Лоше комшије 2
Лоше комшије 2 (енгл. Neighbors 2: Sorority Rising) амерички је хумористички филм из 2016. године, редитеља Николаса Столера и писаца Столера, Ендруа Коена, Брендана О’Брајена, Сета Рогена и Евана Голдберга. Наставак филма Лоше комшије (2014), радња прати Раднере (Роген и Роуз Берн) који морају надмудрити ново сестринство које води Шелби (Клои Грејс Морец), који живе у суседству како би продали своју кућу која је тренутно на депозиту. Своје улоге из првог филма понављају Зак Ефрон, Дејв Франко, Кристофер Минц-Плас, Џерод Кармајкл, Ајк Баринхолц, Карла Гало, Ханибал Бурес и Лиса Кудроу; представља први наставак играног филма Рогена. Премијера филам била је 26. априла 2016. године у Берлину, а издат је 20. маја 2016. године у Сједињеним Државама. Филм је издат 19. маја 2016. године у Србији, дистрибутера Taramount Film-а. Добио је углавном позитивне критике и зарадио је 108 милиона америчких долара.

## Радња
Две године од првог филма, Мак и Кели Раднер добијају још једну бебу и спремају се да продају свој дом породици Бајерс; газда Раднерових их подсећа да је кућа у депозиту у трајању од 30 дана. Маков пријатељ Џими и његова супруга Пола такође очекују бебу. Бруцошкиња са колеџа, Шелби, упознаје колегинице бруцошкиње, Бет и Нору. Сазнавши да сестринствима није дозвољено да организују забаве, и згрожена сексистичким и грабежљивим братским забавама, трио ствара ново сестринство, Капа Ну, да организује своје забаве.
Теди Сандерс је домаћин вечери покера са својом бившом браћом из братства. Пит је постао успешан архитекта и изашао је из ормара, Скуни је покренуо своју мобилну апликацију, а Гарф је полицајац новајлија од дипломирања, али Тедди - због догађаја из првог филма - има кривични досије и не може да пронађе вредан посао.
Пријатељи помажу Питовом дечку, Дарену, да га запроси, наводећи Пита да замоли Тедија да се исели. Избезумљен, Теди отрчи до старе братске куће, поред Раднерових. Упознаје Шелби, Бет и Нору, девојке које се надају да ће изнајмити кућу за Капа Ну, али нису у могућности да је приуште. Проналазећи прилику да буде цењен, Теди им нуди помоћ да организују забаве, зарађујући довољно донација и нових чланова за плаћање кирије.
У страху да ће сестринство уплашити Бајерсе, Мак и Кели траже од Шелби да се привремено суздржи од забаве, али она то одбија. Раднери одлазе код деканке Гледстон, који не може да контролише независно сестринство и Шелбиног оца, који такође не помаже, наводећи Капа Ну да подвали Раднерове. Мак, Кели, Џими и Пола узвраћају, нападајући сестринске куће сестринским кућама, приморавајући девојке да се евакуишу и плате за шатор за фумигацију, таман на време за посету Бајерових. Теди се расправља са Питом о стању свог живота и прелази у сестринство.
Због недостатка средстава за плаћање кирије, девојке планирају да продају марихуану на својој забави иза врата, елиминишући конкуренцију хапшењем свих других дилера. Када се Теди успротиви, девојке га избацују, а он се придружује Раднерима да сруше Капа Ну. Они се инфилтрирају у забаву, а Теди одвлачи пажњу девојкама док Мак краде њихову марихуану. Схвативши да Теди нема животни правац, Мак и Кели су му дозволили да остане са њима. Девојке мењају бројеве мобилних телефона Мака и Кели својим, и шаљу текстуалне поруке које варају Мака да одлети у Сиднеј. Враћајући се кући, Раднери откривају да им је Капа Ну опљачкао и вандализовао кућу, а Бајерови се повлаче из продаје.
Сестринство добија обавештење о исељењу, а Шелби невољно организује сексуално бесплатну забаву у стилу братства како би прикупила новац. Док Мак и Кели чекају да позову полицију, Џими и Пола се ушуњају на забаву, док Теди не може искључити моћ сестринства. Шелби краде Маков и Келин телефон и закључава Мака и Тедија у гаражи, али они избијају помоћу ваздушних јастука. Чувши Бет и Нору које се суочавају са Шелби због угрожавања својих првобитних циљева, Кели охрабрује девојке да не одустају од себе. Пола се порађа, а Теди се помири с Питеом и Дареном, срећно пристајући да им буде кум. Сестринство ужива у забави за себе и откривају гомилу девојака из других сестринстава која се желе придружити Капа Ну. Уз прилив новца и нових чланова, сестринство може да задржи њихов дом, а Раднери пристају да своју кућу изнајме Капа Нуу.
Три месеца касније, Теди припрема Пита да прошета пролазом. Теди је постао планер венчања за геј парове, користећи своје искуство у планирању забава. Мак и Кели су се преселили у свој нови дом, без блиских комшија, и схватили да су све време били добри родитељи. Они доносе кући своју нову бебу, Милдред, како би упознали Џимија и Полу са својим новим сином, Цимијем Млађим.

## Улоге
| Глумац              | Улога                  |
| ------------------- | ---------------------- |
| Сет Роген           | Мак Раднер             |
| Зак Ефрон           | Теди Сандерс           |
| Роуз Берн           | Кели Раднер            |
| Клои Грејс Морец    | Шелби Робек            |
| Дејв Франко         | Пит Регазоли           |
| Ајк Баринхолц       | Џими Блевис            |
| Џерод Кармајкл      | Гарфилд „Гари” Слејд   |
| Карла Гало          | Пола Фолд-Блевис       |
| Кирси Клемонс       | Бет Гледстон           |
| Бини Фелдштајн      | Нора Клерк             |
| Ханибал Бурес       | полицајац Воткинс      |
| Кристофер Минц-Плас | Скуни Скофилд          |
| Селена Гомез        | Медисон                |
| Лиса Кудроу         | деканка Карол Гледстон |
| Џон Ерли            | Дарен Макалистер       |
| Келси Грамер        | г. Робек               |
| Брајан Хаски        | Бил Вазовковски        |
| Клара Мамет         | Маранда                |
| Аквафина            | Кристин                |
| Лиз Каковски        | Венди                  |
| Били Ајхнер         | Оливер Саденбејкер     |
| Аби Џејкобсон       | Џесика Бајерс          |
| Сам Ричардсон       | Ерик Бајерс            |